# Труп (Пенсилванија)
Труп (енгл. Throop) град је у америчкој савезној држави Пенсилванија.

## Демографија
По попису из 2010. године број становника је 4.088, што је 78 (1,9%) становника више него 2000. године.
| Група             | 2000.         | 2010.         |
| Белци             | 3.951 (98,5%) | 3.888 (95,1%) |
| Афроамериканци    | 19 (0,5%)     | 50 (1,2%)     |
| Азијати           | 5 (0,1%)      | 24 (0,6%)     |
| Хиспаноамериканци | 30 (0,7%)     | 80 (2,0%)     |
| Укупно            | 4.010         | 4.088         |